# Devir
Devir és un grup editorial brasiler fundat el 1987 i especialitzat en productes d'oci i entreteniment: literatura fantàstica, còmics i jocs de tota mena com jocs de rol, de tauler, de cartes no col·leccionables i col·leccionables, de miniatures, etc. El grup, que és el principal editor de jocs de taula en català, té filials en nou països diferents: Brasil, Portugal, Espanya, Estats Units, Xile, Colòmbia, Mèxic, Argentina i Itàlia.

## Filials
- Devir Brasil
- Devir Portugal
- Devir Iberia
- Devir USA
- Devir Chile
- Devir Mèxic
- Devir Argentina
- Devir Itàlia

## Productes
Devir és el principal editor de jocs de taula en català, en el qual s'han publicat Carcassonne, Catan, L'illa prohibida, Dixit o The Red Cathedral, i en 2022 va llençar la campanya Devir 500 per editar en versió catalana jocs i expansions del seu catàleg. Té els drets exclusius de traducció al portuguès i al castellà dels productes del gegant estatunidenc Wizards of the Coast. Els dos jocs més representatius del catàleg de l'empresa són el joc de cartes col·leccionables Magic: The Gathering i el joc de rol Dungeons & Dragons, del que ha publicat, a Espanya, la tercera edició el 2001, i també la versió 3.5, la tercera edició revisada.
Altres productes editats són Dominion, Stone Age (joc), Juego de rol del capitán Alatrise, Star Wars, el juego de rol o Juego de Tronos (2006)